# Mitsubishi Space Runner
Mitsubishi Space Runner – samochód osobowy typu minivan produkowany w postaci dwóch generacji przez japońską firmę Mitsubishi w latach dziewięćdziesiątych. Do napędu używano benzynowych lub wysokoprężnych silników R4. Moc przenoszona jest na oś przednią (opcjonalnie AWD) poprzez 5- lub 6-biegową manualną bądź 4-biegową automatyczną skrzynię biegów. W 2010 roku zadebiutował nowy crossover marki, który w jest formalnym następcą drugiej generacji Space Runnera. Jedynie na japońskim rynku model nieprzerwanie nosi nazwę RVR.

## Pierwsza generacja

### Dane techniczne ('91 R4 1.8)

#### Silnik
- R4 1,8 l (1834 cm³), 4 zawory na cylinder, DOHC
- Układ zasilania: wtrysk
- Średnica cylindra × skok tłoka: 81,00 mm × 89,00 mm
- Stopień sprężania: 10,0:1
- Moc maksymalna: 122 KM (90 kW) przy 6000 obr./min
- Maksymalny moment obrotowy: 161 N•m przy 4500 obr./min

#### Osiągi
- Przyspieszenie 0-100 km/h: 10,5 s
- Prędkość maksymalna: 181 km/h
- Średnie zużycie paliwa w cyklu miejskim: 14,2 l / 100 km

## Druga generacja

### Dane techniczne ('99 R4 1.8)

#### Silnik
- R4 2.0 l (1998 cm³), 4 zawory na cylinder, [
- Układ zasilania: [[czteropunktowy

wtrysk paliwa|wtrysk]]
- Średnica cylindra × skok tłoka: 81,00 mm × 89,00 mm
- Stopień sprężania: 12,0:1
- Moc maksymalna: 136KM (100 kW) przy 6000 obr./min
- Maksymalny moment obrotowy: 181 N•m przy 3750 obr./min

#### Osiągi
- Przyspieszenie 0-100 km/h: 9,7 s
- Prędkość maksymalna: 200 km/h
- Średnie zużycie paliwa: 5,5 l / 100 km